# Oktoberplatz (Minsk)

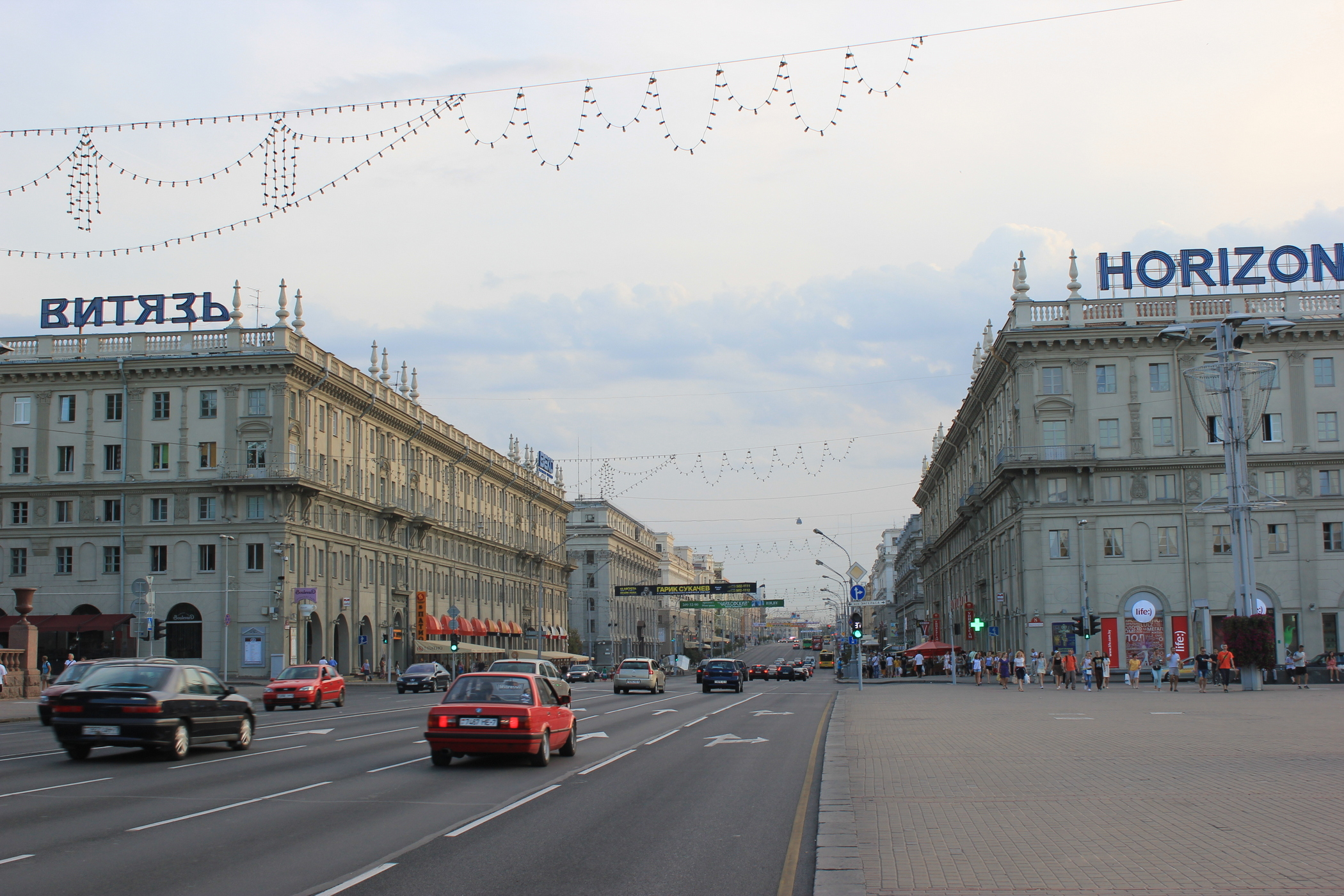
Eingang in den Unabhängigkeits-Prospekt an der Westseite des Platzes

Der Oktoberplatz (belarussisch Кастрычніцкая плошча, Kastrytschnizkaja ploschtscha; russisch Октябрьская площадь, Oktjabrskaja ploschtschad) ist ein zentral gelegener Platz in der belarussischen Hauptstadt Minsk.
Der Platz wurde, wie auch eine Reihe von Plätzen in anderen Städten der früheren Sowjetunion, nach der Oktoberrevolution von 1917 benannt. Auf dem Oktoberplatz befindet sich unter anderem der Palast der Republik, wo neben Shows und Konzerten auch politische Veranstaltungen stattfinden. Auf dem Platz fanden nach der Präsidentschaftswahl 2006 zahlreiche Kundgebungen statt, bei denen die Anhänger der Opposition dem seit 1994 amtierenden Präsidenten Lukaschenka Manipulation vorwarfen.
Unter dem Oktoberplatz kreuzen sich die beiden Linien der Metro Minsk. Dort befinden sich die Stationen Kastrytschnizkaja (russisch Oktjabrskaja) der „blauen“ Maskouskaja-Linie (eröffnet 1984) und Kupalauskaja (Kupalowskaja) der „roten“ Autasawodskaja-Linie (eröffnet 1990).
Am 11. April 2011 fand in der Station Kastrytschnizkaja ein Bombenanschlag statt. Fünfzehn Menschen starben und über zweihundert wurden verletzt. Präsident Lukaschenka nutzte die anschließenden polizeilichen Untersuchungen, um oppositionelle Kreise zu verdächtigen; 2012 wurden zwei geständige Tatverdächtige hingerichtet. Zuvor hatte es massive Proteste aus westlichen Ländern gegen die Hinrichtungen gegeben, da die Geständnisse teilweise mit Foltermethoden erpresst worden waren.
Der Autor Martin von Arndt thematisierte in einem 2012 erschienenen Roman (Titel „Oktoberplatz“) die politische Lage in Belarus.